# Telipogon campbelliorum
Telipogon campbelliorum är en orkidéart som först beskrevs av John T. Atwood, och fick sitt nu gällande namn av Norris Hagan Williams och Robert Louis Dressler. Telipogon campbelliorum ingår i släktet Telipogon och familjen orkidéer.
Artens utbredningsområde är Costa Rica. Inga underarter finns listade i Catalogue of Life.